# Josef Puvak
Josef Puvak (n. 13 iulie 1913, Reșița, Austro-Ungaria – d. 5 iulie 2008, București, România) a fost un scriitor de limba germană din România.
Josef Puvak a fost etnic slovac, vorbitor de limba germană. La vârsta de 15 ani a devenit ucenic la Uzina Metalurgică din Reșița. Cariera sa de militant a început în organizația locală de tineret catolic, apoi în organizația de tineret socialist și apoi în cea a tineretului comunist. În 1942 a fost arestat și condamnat pentru trădare (din cauza unei acțiuni de sabotaj pregătite pentru uzina din Reșița.), apoi exclus din Partidul Comunist, al cărui membru era din 1933. În octombrie 1947 a fost reprimit în Partidul Comunist.
În 1947, Puvak a devenit președintele sindicatului Reșița, cu 24.000 de membri. A fost ales în Comitetul Central al Sindicatelor din România și în 1948 a devenit director general adjunct al companiei „Sovrom Metal” din București. Din 1949 a fost membru al Comitetului Antifascist German, iar din 1951 a fost ministru adjunct al Metalurgiei. În 1954 a revenit la Reșița ca director general al Combinatului Siderurgic Reșița. În primăvara anului 1956 a fost trimis la Berlin ca ambasador al României în RDG, timp de cinci ani până în 1960. Apoi a lucrat ca director al Uzinei Autobuzul București și a studiat la Facultatea de Metalurgie timp de trei ani. În ultimii ani până la pensionare, Josef Puvak a lucrat ca director al Atelierelor CFR „Grivița”. 

## Activitatea literară
Prima carte a lui Josef Puvak a fost publicată în limba română și a fost dedicată mișcării sindicale. A doua carte a fost despre urșii din Carpați (1964). A fost urmată de încă 10 titluri literare, publicate de edituri din București, Timișoara, Leipzig și Graz. 

### Cărți publicate
- Halali, 161 pagini, Editura pentru Literatură, 1968
- Die Flucht, 146 pagini, Editura Facla, 1976
- Tigri die Wildkatze - Tier- und Jagdgeschichten, 123 pagini, Editura Kriterion, 1979, ISBN: 2208673719191
- Majestätsbeleidigung, 142 pagini, Editura Kriterion, 1983
- Bärensaga, 210 pagini, Editura Kriterion, 1983
- Saga urșilor, 210 pagini, Editura Kriterion, 1983
- Der Meisterschuss, 204 pagini, Editura: Kriterion, 1986
- Bären in den Karpaten. Jagderzählungen, Editura Leopold Stocker, Graz, 1994, ISBN-10 ‏ : ‎ 370200680X ; ISBN-13 ‏ : ‎ 978-3702006808
- Heitere Jagdgeschichten und Erzählungen über das Leben des Karpatenbaren, 164 pagini, Editura Solness, 1999
- Bärensaga – Jagderzählungen, Editura Brockhaus, Leipzig, 1983, ediția a 2-a 1987